# Thomas Theodore Crittenden

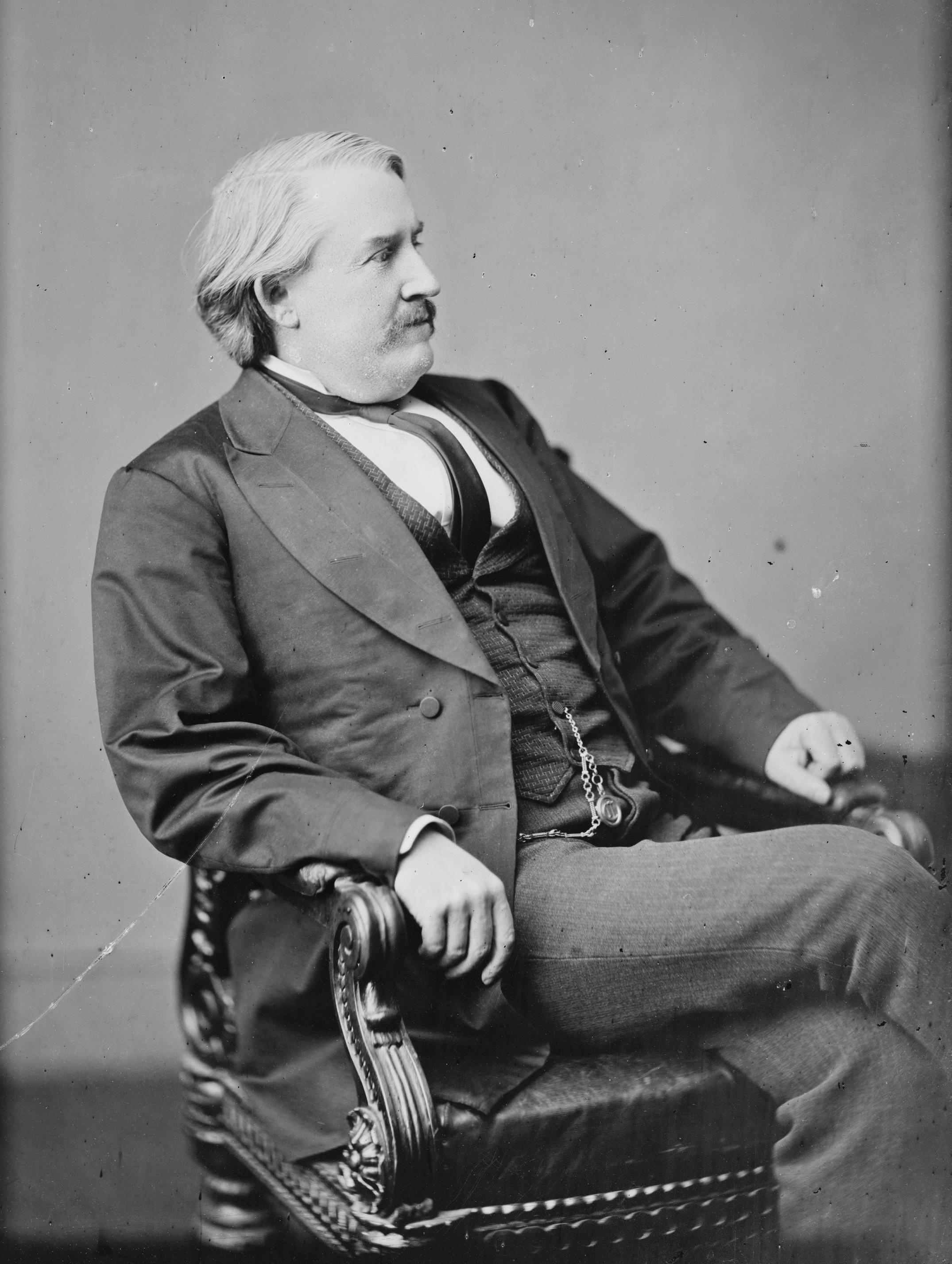
Thomas Crittenden

Thomas Theodore Crittenden (* 1. Januar 1832 in Shelbyville, Shelby County, Kentucky; † 29. Mai 1909 in Kansas City, Missouri) war ein US-amerikanischer Politiker und von 1881 bis 1885 der 24. Gouverneur von Missouri.

## Frühe Jahre und politischer Aufstieg
Nach der Grundschule besuchte Thomas Crittenden, dessen Onkel John J. Crittenden zweimal US-Justizminister war, bis 1855 das Centre College in Danville. Nach einem anschließenden Jurastudium wurde er 1856 als Rechtsanwalt zugelassen. Nach seinem Umzug nach Missouri im Jahr 1857 begann er in Lexington in seinem neuen Beruf zu arbeiten. Zwischen 1862 und 1864 nahm Crittenden als Offizier im Heer der Union am Bürgerkrieg teil. Dort brachte er es bis zum Oberstleutnant.
Im Jahr 1864 wurde er zum Attorney General von Missouri ernannt. Zwischen 1873 und 1875 sowie nochmals von 1877 bis 1879 vertrat er seinen Bundesstaat im US-Repräsentantenhaus in Washington, D.C. Am 2. November 1880 wurde er als Kandidat der Demokratischen Partei zum Gouverneur seines Staates gewählt, wobei er sich mit 52,2 Prozent der Stimmen gegen den Republikaner David Patterson Dyer durchsetzte.

## Gouverneur von Missouri
Crittenden trat sein neues Amt am 10. Januar 1881 an. In seiner Amtszeit wurde in Missouri ein Gesundheitsausschuss geschaffen. Ebenfalls in dieser Zeit entstand in der Staatsregierung eine eigene Abteilung zur Überwachung des Bergbaus. In St. Louis entstand eine Schule, auf der Krankenschwestern ausgebildet wurden. Ebenfalls in seiner Zeit trieb in Missouri der durch viele Western bekannt gewordene Jesse James sein Unwesen. Der Gouverneur setzte für seine Ergreifung eine Belohnung aus. James wurde schließlich im Jahr 1882 erschossen.
Nach dem Ende seiner Amtszeit am 12. Januar 1885 wurde Crittenden wieder als Rechtsanwalt tätig. Zwischen 1893 und 1897 war er amerikanischer Konsul in Mexiko und von 1898 bis zu seinem Tod am 29. Mai 1909 war er als Konkursverwalter tätig. Mit seiner Frau Caroline Wheeler Jackson hatte er vier Kinder.

## Weiteres
Sein Sohn Thomas Theodore Crittenden, Jr. (23. Dezember 1863 – 31. Juli 1938) war Bürgermeister von Kansas City, Missouri zwischen 1908 und 1909. Thomas Turpin Crittenden (1825–1905), General im Bürgerkrieg auf Seiten der Union, war sein Cousin (Sohn von John J.) dessen Bruder Thomas Leonidas Crittenden (* 15. Mai 1819 - † 23. Oktober 1893) war ebenfalls General der Nordstaaten. Ein weiterer Cousin (ebenfalls Sohn von John J.), George Bibb Crittenden (1812–1880), war US-amerikanischer General, der im Bürgerkrieg auf Seiten der Konföderation kämpfte.
Im Spielfilm Die Ermordung des Jesse James durch den Feigling Robert Ford (2007) wird Thomas Theodore Crittenden von James Carville dargestellt.